# Spasalus balachowskyi
Spasalus balachowskyi is een keversoort uit de familie Passalidae. De wetenschappelijke naam van de soort is voor het eerst geldig gepubliceerd in 1973 door Reyes-Castillo.